# Língua tagabawa

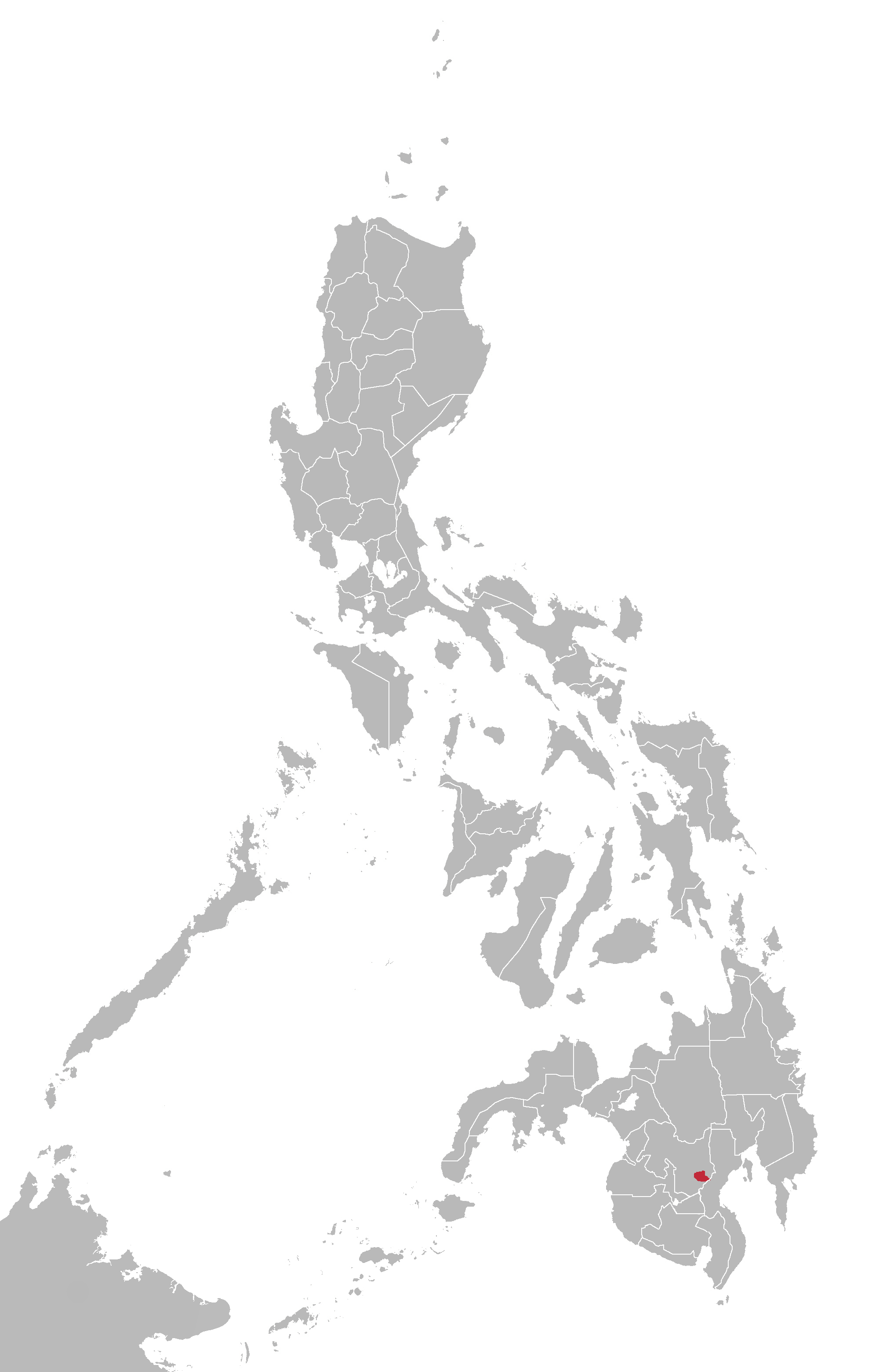
Mapa de onde se fala Tagabawa

Tagabawa é uma língua Manobo falada em Davao e em Monte Apo, Mindanao, Filipinas.

## Escrita
A língua Tagabawa usa um forma própria do alfabeto latino que tem as vogais A, Á, É,  I, Ó, Ue as consoantes B, D, G, H, K, L, M, N, Ng, P, R, S, T, W, Y, Z;